# Phyteuma vagneri
Phyteuma vagneri là loài thực vật có hoa trong họ Hoa chuông. Loài này được A.Kern. miêu tả khoa học đầu tiên năm 1884.